# 高鷲忠美
高鷲 忠美（たかわし ただよし、1941年1月30日 - ）は、日本の図書館情報学者。八洲学園大学特任教授。専攻は図書館情報学、資料組織論、学校図書館経営論。全国学校図書館協議会理事。

## 略歴
広島県呉市生まれ。1963年東京学芸大学教育学部卒業、1964年文部省図書館職員養成所（現・筑波大学図書館情報学群）卒業、亜細亜大学図書館司書、図書館短期大学助手、静岡女子短期大学（現・静岡県立大学短期大学部）講師を経て、1975年助教授。東京学芸大学教授、附属教育実践総合センター長、附属図書館長を経て、現職。
学校図書館司書教諭の必要性を訴えていることや、図書館学の基本文献・教科書執筆で知られる。メディア出演もしている。

## 著書
- 『資料組織法』共著　版を重ねている。演習問題集付き。
- 『資料組織論』共編著
- 『図書館資料利用論』共著
- 『学校図書館メディアの構成』共編著
- 『情報資源組織法 : 資料組織法・改』共著　演習問題集付き
- 『図書館情報資源組織論』共著
- 共訳書『目録規則の成立と展開』ポール・S・ダンキン著
- 寄稿、論文多数